# お笑いエース登場
『お笑いエース登場』（おわらいエースとうじょう）は、1980年5月3日から同年9月27日まで日本テレビ系列で放送されていた読売テレビ製作の演芸番組である。全12回。

## 概要
収録は、当時の読売テレビ本社（大阪市北区東天満時代の旧局舎）で行われていた。番組は大阪のみならず東京からも芸人を招聘し、漫才・落語・コントなどを演じてもらっていた。
進行役は、当時『ズームイン!!朝!』の読売テレビ担当キャスターであった小林大作が務めていた。小林は毎回巧みな話術で出演芸人たちを紹介していたが、番組内においては彼らとの絡みは無かった。番組のオープニングとエンディングでは、小林が硬球を手に「プレイボール！」または「ゲームセット！」とコールする演出があった。
番組は基本的に毎週土曜 19時00分 - 19時30分（日本標準時）に放送されていたが、日本テレビのプロ野球ナイター中継はこの年から19時00分開始に早められたため、試合がある日には放送を見送られていた。また、系列局の広島テレビはローカルで広島東洋カープ戦中継を行うことがあり、その際には後日の遅れネットという措置を取っていた（巨人戦中継への差し替え時を除く）。
放送第1回は、上記ナイターの1980年4月12日放送分の雨傘番組にされていた。当日には試合が予定通りに行われたことから、番組は翌週の雨傘番組にされた。それによる順延を繰り返していった結果、当該回は同年5月3日になって放送される結果となった。ちなみに最終回も雨傘番組となっており、当日の試合が雨天中止になったことから放送されるに至った。

## 出演芸人
- 中田ダイマル・ラケット
- 夢路いとし・喜味こいし
- 横山やすし・西川きよし
- レツゴー三匹（じゅん・正児・長作）
- 今いくよ・くるよ
- 中田カウス・ボタン
- 西川のりお・上方よしお
- ザ・ぼんち（おさむ・まさと）
- オール阪神・巨人
- 太平サブロー・シロー
- 島田紳助・松本竜介
- 春やすこ・けいこ
- 海原さおり・しおり
- 青空球児・好児
- ツービート（北野たけし・兼子きよし）
- 星セント・ルイス
- おぼん・こぼん
- B&B（島田洋七・洋八）
- ゆーとぴあ（城後光義・帆足新一）
- ザ・USA
- 横山ゆうじ・西川こうじ（U字工事とは無関係の別人）
- ほか